# Nombre primer més gran
El nombre primer més gran conegut (A Octubre 2024) és 2136,279,841 − 1, un número que té 41.024.320 dígits quan s’escriu a la base 10. Es va trobar a través d'un ordinador voluntari per Luke Durant de la Great Internet Mersenne Prime Search (GIMPS) el 2024.

Un gràfic del nombre de dígits més grans coneguts per any, des de l'ordinador electrònic. L'escala vertical és logarítmica

Un nombre primer és un nombre enter positiu, excloent 1, sense divisors altres que 1 i ell mateix. Euclides va registrar una prova que no hi existeix el nombre primer més gran, ja que els nombres primers són infinits.
Així doncs, matemàtics i aficionats continuen buscant grans nombres primers.
Molts dels primers més grans coneguts són els primers de Mersenne, nombres que són un menys que una potència de dos. A 2020, els vuit primers més grans coneguts són els primers de Mersenne. Els últims disset primers registres van ser primers de Mersenne. La representació binària de qualsevol primer de Mersenne es compon de tots els 1, ja que la forma binària de 2 k - 1 és simplement k 1.
La implementació de la transformada ràpida de Fourier de la prova de primalitat de Lucas-Lehmer per als nombres de Mersenne és ràpida en comparació amb altres proves de primalitat conegudes per a altres tipus de nombres.

## Registre actual
Aquest és el registre actual dels 8 nombres primers més grans trobats fins a la data.
| Posició | Nombre primer    | Trobat per | Data del descobriment  | Nombre de dígits |
| ------- | ---------------- | ---------- | ---------------------- | ---------------- |
| 1a      | 2136.279.841 − 1 | GIMPS      | 12 d'octubre de 2024   | 41 024 320       |
| 2a      | 282.589.933 − 1  | GIMPS      | 7 de desembre de 2018  | 24 862 048       |
| 3a      | 277.232.917 − 1  | GIMPS      | 26 de desembre de 2017 | 23 249 425       |
| 4a      | 274.207.281 − 1  | GIMPS      | 7 de gener de 2016     | 22 338 618       |
| 5a      | 257.885.161 − 1  | GIMPS      | 25 de gener de 2013    | 17 425 170       |
| 6a      | 243.112.609 − 1  | GIMPS      | 23 de agost de 2008    | 12 978 189       |
| 7a      | 242.643.801 − 1  | GIMPS      | 12 de abril de 2009    | 12 837 064       |
| 8a      | 237.156.667 − 1  | GIMPS      | 6 de setembre de 2008  | 11 185 272       |

## Premis
El Great Internet Mersenne Prime Search (GIMPS) ofereix actualment un premi de descobriment de 3.000 dòlars EUA per als participants que descarreguen i executen el seu programari gratuït i l'ordinador dels quals trobe un nou primer Mersenne amb menys de 100 milions de dígits.
Hi ha diversos premis que ofereix la Electronic Frontier Foundation per a nous records. GIMPS també coordina els seus esforços de cerca de primers de 100 milions de dígits o més i dividirà el premi de 150.000 dòlars de la Electronic Frontier Foundation amb un participant guanyador.
El rècord va superar el milió de dígits el 1999, obtenint un premi de 50.000 dòlars dels EUA. El 2008, el rècord va superar els deu milions de dígits, obtenint un premi de 100.000 dòlars i un premi Cooperative Computing Award de la Electronic Frontier Foundation. Time el va anomenar el 29è invent principal del 2008. Tant els premis de 50.000 dòlars nord-americans com els 100.000 dòlars nord-americans van ser guanyats per la participació a GIMPS. S’ofereixen premis addicionals per al primer nombre primer que es troba amb almenys cent milions de dígits i el primer amb almenys mil milions de dígits.

## Història dels nombres primers més grans coneguts
La taula següent mostra la progressió del nombre primer més gran conegut en ordre ascendent. Ací Mn = 2n − 1 és el nombre de Mersenne amb exponent n. El nombre que va tindre el rècord per més temps va ser M19 = 524,287, que va ser el primer més gran conegut durant 144 anys. No es coneixen registres abans del 1456.
| Nombre                                      | Dígits     | Any  | Descobridor |
| ------------------------------------------- | ---------- | ---- | --- |
| M13                                         | 4          | 1456 | Anònim |
| M17                                         | 6          | 1588 | Pietro Cataldi |
| M19                                         | 6          | 1588 | Pietro Cataldi |
| {\displaystyle {\tfrac {2^{32}+1}{641}}}    | 7          | 1732 | Leonhard Euler? Euler no va publicar explícitament la primalitat de 6.700.417, però les tècniques que havia utilitzat per factoritzar 232 + 1 significaven que ja havia fet la major part del treball necessari per demostrar-ho, i alguns experts creuen que en sabia. |
| M31                                         | 10         | 1772 | Leonhard Euler |
| {\displaystyle {\tfrac {2^{64}+1}{274177}}} | 14         | 1855 | Thomas Clausen |
| M127                                        | 39         | 1876 | Édouard Lucas |
| {\displaystyle {\tfrac {2^{148}+1}{17}}}    | 44         | 1951 | Aimé Ferrier amb una calculadora mecànica; el registre més gran no establert per ordinador. |
| 180×(M127)²+1                               | 79         | 1951 | J. C. P. Miller & D. J. Wheeler Amb l'ordinador EDSAC |
| M521                                        | 157        | 1952 | |
| M607                                        | 183        | 1952 | |
| M1279                                       | 386        | 1952 | |
| M2203                                       | 664        | 1952 | |
| M2281                                       | 687        | 1952 | |
| M3217                                       | 969        | 1957 | |
| M4423                                       | 1,332      | 1961 | |
| M9689                                       | 2,917      | 1963 | |
| M9941                                       | 2,993      | 1963 | |
| M11213                                      | 3,376      | 1963 | |
| M19937                                      | 6,002      | 1971 | Bryant Tuckerman |
| M21701                                      | 6,533      | 1978 | Laura A. Nickel and Landon Curt Noll |
| M23209                                      | 6,987      | 1979 | Landon Curt Noll |
| M44497                                      | 13,395     | 1979 | David Slowinski and Harry L. Nelson |
| M86243                                      | 25,962     | 1982 | David Slowinski |
| M132049                                     | 39,751     | 1983 | David Slowinski |
| M216091                                     | 65,050     | 1985 | David Slowinski |
| 391581×2216193−1                            | 65,087     | 1989 | A group, "Amdahl Six": John Brown, Landon Curt Noll, B. K. Parady, Gene Ward Smith, Joel F. Smith, Sergio E. Zarantonello. El nombre primer més gran no Mersenne que va ser el primer més gran conegut quan es va descobrir.                                            |
| M756839                                     | 227,832    | 1992 | David Slowinski and Paul Gage |
| M859433                                     | 258,716    | 1994 | David Slowinski and Paul Gage |
| M1257787                                    | 378,632    | 1996 | David Slowinski and Paul Gage |
| M1398269                                    | 420,921    | 1996 | GIMPS, Joel Armengaud |
| M2976221                                    | 895,932    | 1997 | GIMPS, Gordon Spence |
| M3021377                                    | 909,526    | 1998 | GIMPS, Roland Clarkson |
| M6972593                                    | 2,098,960  | 1999 | GIMPS, Nayan Hajratwala |
| M13466917                                   | 4,053,946  | 2001 | GIMPS, Michael Cameron |
| M20996011                                   | 6,320,430  | 2003 | GIMPS, Michael Shafer |
| M24036583                                   | 7,235,733  | 2004 | GIMPS, Josh Findley |
| M25964951                                   | 7,816,230  | 2005 | GIMPS, Martin Nowak |
| M30402457                                   | 9,152,052  | 2005 | GIMPS, Curtis Cooper i Steven Boone professors de la Universitat Central de Missouri |
| M32582657                                   | 9,808,358  | 2006 | GIMPS, Curtis Cooper i Steven Boone |
| M43112609                                   | 12,978,189 | 2008 | GIMPS, Edson Smith |
| M57885161                                   | 17,425,170 | 2013 | GIMPS, Curtis Cooper |
| M74207281                                   | 22,338,618 | 2016 | GIMPS, Curtis Cooper |
| M77232917                                   | 23,249,425 | 2017 | GIMPS, Jonathan Pace |
| M82589933                                   | 24,862,048 | 2018 | GIMPS, Patrick Laroche |
| M136279841                                  | 41.024.320 | 2024 | GIMPS, Luke Durant |

GIMPS va trobar els quinze últims registres (tots ells primers de Mersenne) en ordinadors normals operats per participants de tot el món.